# Диллингхем (аэропорт)
Аэропорт Диллинхем (англ. Dillingham Airport), (ИАТА: DLG, ИКАО: PADL, FAA LID: DLG) — государственный гражданский аэропорт, расположенный в 4 километрах к западу от центральной части города Диллинхем (Аляска), США.

## Операционная деятельность
Аэропорт Диллинхем занимает площадь в 251 гектар, располагается на высоте 25 метров над уровнем моря и эксплуатирует одну взлётно-посадочную полосу:
- 1/19 размерами 1951 x 46 метров с асфальтовым покрытием[1].

За период с 8 июня 2007 года по 8 июня 2008 года аэропорт Диллинхем обработал 50 892 операции взлётов и посадок самолётов (139 операций ежедневно). Из них 72 % пришлось на аэротакси, 26 % — на авиацию общего назначения, 2 % заняли регулярные рейсы и менее 1 % — рейсы военной авиации.
В указанном периоде аэропорт использовался в качестве базы для 52 воздушных судов, все самолёты — однодвигательные.